# فهرست دانشکده‌های دانشگاه کردستان
فهرست دانشکده‌های دانشگاه کردستان:
- دانشکدهٔ زبان و ادبیات
- دانشکدهٔ علوم انسانی و اجتماعی
- دانشکدهٔ علوم پایه
- دانشکدهٔ منابع طبیعی
- دانشکدهٔ کشاورزی
- دانشکدهٔ مهندسی
- دانشکدهٔ هنر و معماری
- دانشکدۀ مهندسی و علوم پایه بیجار